# Романска архитектура
Романската архитектура е архитектурен стил в средновековна Европа, характеризиращ се с полукръгли аркитури. Няма консенсус за началната дата на романската архитектура, като предположенията за нейното начало варират от 6 до 11 век. Тя дава начало през 12 век на готическия стил, характеризиращ се с островърхи арки и повече на брой прозорци. Образци на романска архитектура се срещат из целия континент, което го прави първият пан-европейски архитектурен стил, след римската архитектура. Романският стил комбинира елементи от римски и византийски сгради с местните традиции. Характеризира се със солидност, дебели стени, кръгли аркатури и цилиндрични сводове, здрави носещи колони и големи кули. Сградите са с прост, симетричен план, много по-семпли от следващите след тях готически образци.
В този стил са построени много замъци и крепости, сред които са храмът-крепост и замъкът-крепост, разположени на възвишения и господстващи над местността. Далеч повече са църквите, като сред тях най-значителни са църквите в абатства, много от които са запазени и до днес, често все още функциониращи. Последвалият оживен период на строителство в готически стил е причина за частично или цялостно преустройство на образците на романската архитектура в по-богатите европейски региони като Англия и Португалия. Най-големи групи сгради в романски стил са съхранени в по-бедните райони като южна Франция, провинциална Испания и провинциална Италия.

## Терминология
Терминът „романски“ се появява в началото на 19 век, за да обозначи архитектурата от 11 и 12 век, която съживява римските образци:с. 184 – 199. Най-важните елементи са цилиндричните сводове, а умението да се засводяват с камък все по-големи пространства си е отишло с римляните. Това води до поява на ребрения свод в Англия към 1200 г. и възприемането му в Нормандия и Европа в началото на 13 век.
- Църкви в романски стил
- Катедралата в Шпайер
- Ангулемска катедрала
- Катедралата в Поатие
- Свети Яков, Сантяго де Компостела